# Laurence McKinley Gould

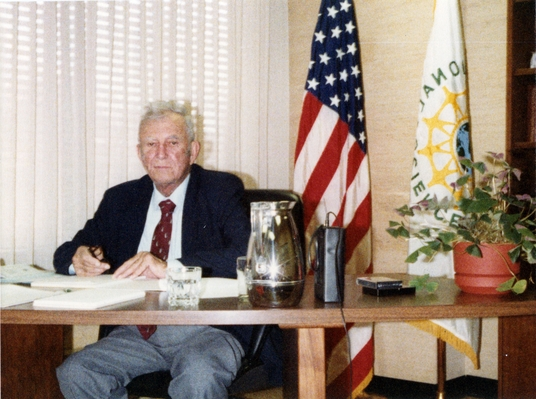
Laurence McKinley Gould (1981)

Laurence McKinley „Larry“ Gould (* 22. August 1896 in Lacota, Michigan; † 21. Juni 1995) war ein US-amerikanischer Geologe, Hochschullehrer und Polarforscher.

## Leben
Gould wuchs in Lacota auf. Nach Beendigung der Highschool in South Haven 1914 siedelte er nach Boca Raton um und unterrichtete dort für zwei Jahre Kinder der ersten acht Schulklassen in einer Einklassenschule, um Geld zur Finanzierung eines Studiums zu verdienen. 1916 schrieb er sich an der University of Michigan ein. Ein Jahr später unterbrach er das Studium und meldete sich im Zuge des Eintritts der Vereinigten Staaten in den Ersten Weltkrieg zur U.S. Army. Er diente bis 1919 und kehrte dann an die Universität zurück.
Nach Abschluss des Bachelors in Geologie im Jahr 1921 wurde er Mitarbeiter an der Universität während er sein Studium fortsetzte. Während des Studiums gründete er das Beta Tau Chapter der Studentenverbindung Pi Kappa Alpha an der Universität. Zudem war er in der ebenfalls studentischen Organisation Society of Les Voyageurs aktiv, einem der ältesten universitären sogenannten Outdoor Clubs.
1923 erhielt er den Master-Grad und 1925 den D.Sc. mit einer Dissertation über Geologie der La Sal Mountains in Utah. 1926 wurde er Assistant Professor und 1930 Associate Professor an der University of Michigan.
Im Sommer 1926 reiste Gould als Assistent Director und Geologe mit der Grönland-Expedition der University of Michigan zum ersten Mal in die Arktis. Im darauf folgenden Sommer war er als Geograph und Topologe an George Putnams Expedition zur Erkundung der Küste der Baffin-Insel im kanadisch-arktischen Archipel beteiligt.
Von 1928 bis 1930 begleitete er Richard Evelyn Byrd als wissenschaftlicher Leiter und stellvertretender Kommandant auf dessen erster Antarktis-Expedition. Am 4. November 1929 starteten Gould und fünf Begleiter zu einer äußerst beschwerlichen zweieinhalb Monate dauernde 2.400 km langen Schlittenhundreise in das Königin-Maud-Gebirge. Primäres Ziel war Bodenunterstützung und Notfallabsicherung für Byrds historischen ersten Flug über den Südpol. Dazu wurden die in diesem Gebiet ersten geologischen und glaziologischen Untersuchungen durchgeführt. Gould bezeichnete das Gebiet als „a veritable paradise for a geologist“.
Nach dem erfolgreichen Flug über den Pol bestiegen Gould und seine Begleiter den Mount Fridtjof Nansen ebenfalls ergänzt um geologische Untersuchungen. Die Sandsteinschichten, die Gould in Felsnasen am Berg fand, bestätigten die Theorie, dass auch die Antarktika geologisch mit den anderen Kontinenten verbunden ist.
Die Expedition war in der Presse regelmäßig Thema gewesen und so erhielten die Teilnehmer bei ihrer Rückkehr in die Vereinigten Staaten am 19. Juli 1930 einen triumphalen Empfang. Gould erhielt zahlreiche Ehrungen, darunter die Congressional Gold Medal, die David Livingstone Centenary Medal der American Geographical Society des Jahres 1930 und eine Medaille der Stadt New York.
Zwei Wochen später, am 2. August 1930, heiratete Gould in Ann Arbor Margaret („Peg“) Rice, die eine Studentin in einer seiner Klassen an der University of Michigan gewesen war. In der Zeit nach der Rückkehr aus der Antarktis reiste Gould durch das Land und hielt Vorträge über seine Erfahrungen. 1931 erschien sein Buch Cold: the Record of an Antarctic Sledge Journey, in dem er die Schlittenhundereise, Blizzards, einstürzende Schneebrücken und vor allem die Kälte, die beinahe einem Begleiter das Augenlid zufrieren ließ, beschrieb. Daneben veröffentlichte er diverse wissenschaftliche Artikel mit den Ergebnissen seiner Forschungen während der Expedition.

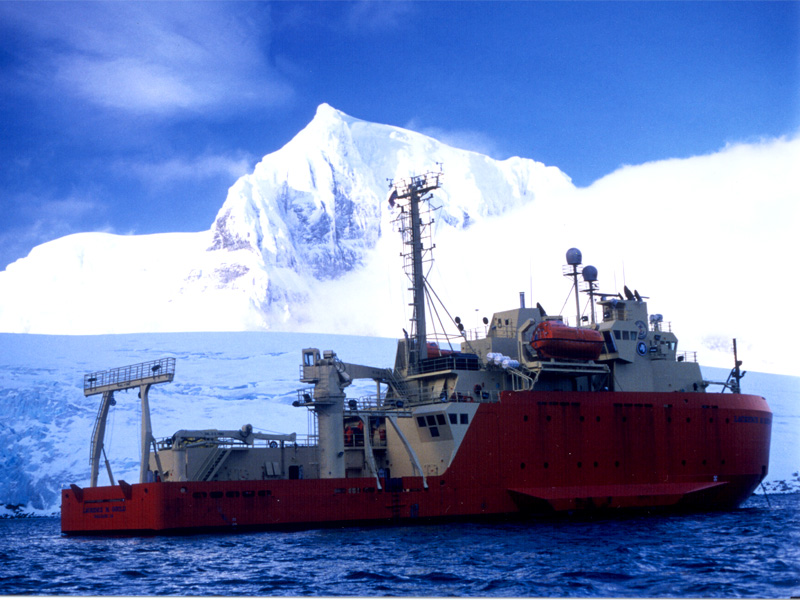
Das nach Goud benannte Forschungsschiff der NSF, 2013

1932 trat Gould eine Stelle als ordentlicher Professor und Leiter des geologischen Departments am Carleton College an. Dazu zogen die Gould nach Minnesota. Gould war ein beliebter Professor in Carleton. 1945 wurde er zum Präsident des College ernannt, eine Stellung, die er bis 1962 innehatte. 1963 ging er in den Ruhestand und wechselte nach Tucson und lehrte dort Glaziologie an der University of Arizona. Darüber hinaus war er Präsident der American Association for the Advancement of Science.
Zu Lebzeiten erhielt Gould 26 Ehrenabschlüsse und -würden. 1995 benannte das Carleton College die Bibliothek zu seinen Ehren in Laurence McKinley Gould Library um. Das Forschungsschiff RV Laurence M. Gould, in 76 Meter langes, eisgängiges Schiff der National Science Foundation für Polarumrundungen aus dem Jahre wurde nach ihm benannt.

## Werke
- Gould, Laurence McKinley Cold: The Record of an Antarctic Sledge Journey. Carleton College, 2011, ISBN 978-0-9746379-9-0.